# Шухомош
Шухомош — село в Фурмановском районе Ивановской области, входит в состав Иванковского сельского поселения.

## География
Село расположено на берегу реки Шухомка в 6 км на восток от райцентра Фурманова.

## История
В XVII веке по административно-территориальному делению село входило в Костромской уезд в волость Шухомаш. По церковно-административному делению приход относился к Плесской десятине. В 1620 году упоминается церковь «Ивана Предотеча в селе Шехомате». В 1627-1631 годах «за вдовою Федорою Олексеевою женою Зюзина с детьми Григорьем да Микитою в вотчине по государеве жаловальной вотчинной грамоте 1624 года, что было дано в вотчину мужу ее Алексею за московское царя Васильево сиденья из его поместья с помесного его окладу со 650 чети, село Шухомаш на реке Шухомаши, а в селе на государеве земле церковь Николы чуд. древяна вверх, да церковь Иванна Предтечи древяна клетцки...». В сентябре 1715 года «запечатан указ по челобитью вотчины полковника кн. Ивана Федоровича Борятинскаго села Шухомати, крестьянин его, церковный староста Елизар Лукин, велено ему в том селе на погорелом церковном месте перевесть из Костромского уезда церковь ветхую, что была Бориса и Глеба и построить во имя Николая чуд. и освятить того ж Костромского уезда села Погосту покровскому попу Владимиру на старом антиминсе».
Каменная Предтеченская церковь в селе с колокольней была построена в 1788 году прихожанами. Престолов было два: в холодной — в честь Зачатия св. Иоанна Предтечи, в теплой — во имя святителя Николая Чудотворца.
В конце XIX — начале XX века село входило в состав Середской волости Нерехтского уезда Костромской губернии, с 1918 года — в составе Середского уезда Иваново-Вознесенской губернии.
С 1929 года село входило в состав Погостского сельсовета Середского района Ивановской области, с 1976 года — в составе Иванковского сельсовета, с 2005 года — в составе Иванковского сельского поселения.

## Население
| 1872 | 1897 | 1907 | 2002 | 2010 |
| ---- | ---- | ---- | ---- | ---- |
| 317  | ↘216 | ↗286 | ↘1   | ↗16  |

## Достопримечательности
В селе расположена действующая Церковь Иоанна Предтечи (1788). 